# HMC東京
株式会社HMC東京（エイチエムシーとうきょう）は、東京都及び千葉県で観光バス事業などを営む日の丸自動車興業グループの企業である。本社は東京都江戸川区北葛西に存在する。

## 沿革
- 2006年（平成18年）3月1日 - 東京都江戸川区に所在した株式会社大東観光バスが、日の丸リムジングループ入り[2]。
  - (時期不明）- 大東観光バスが「HMC大東」と社名変更。その後「HMC東京」と再び社名変更。
- 2010年（平成22年）2月5日 - 都自動車東京営業所の移管を受け、HMC東京東京営業所とする。
- 2010年（平成22年）2月6日 - 千葉県茂原市に旅行事業部（旅行斡旋業）開設[2]。
- 2010年（平成22年）8月10日 - 前日に営業終了した都自動車茂原営業所の貸切部門の移管を受け、HMC東京千葉営業所を開設[2]。以後、路線バスが移管される2011年3月31日までは都自動車茂原営業所を同所に併設する。
- 2011年（平成23年）4月1日 - 都自動車より茂原営業所の乗合部門の移管を受け、都自動車からの業務移管完了。HMC東京による路線バスの運行開始[2]。
- 2016年（平成28年）3月31日 - 一般路線バスの営業を廃止。全路線を小湊鉄道に譲渡[3]。
- 2022年（令和4年）11月11日 - ラグビーチーム浦安D-Rocksのサプライヤー契約を締結、同チームのラッピング車両を導入[4]。

## 営業所
- 東京営業所 - 東京都江戸川区北葛西
  - 観光バス事業
  - 所属車輛数 19両（大型17、中型2）[1]
  - 旧・大東観光バス（「HMC大東」）の本社車庫。江東区亀戸にあった都自動車東京営業所も当所に統合。
- 千葉営業所 - 千葉県茂原市千代田町
  - 観光バス事業
  - 所属車輛数 16両（大型13、中型2、小型1）[1]
  - 旧・都自動車茂原営業所
- 旅行事業部 - 千葉県茂原市千代田町（千葉営業所内）
  - 旅行斡旋業

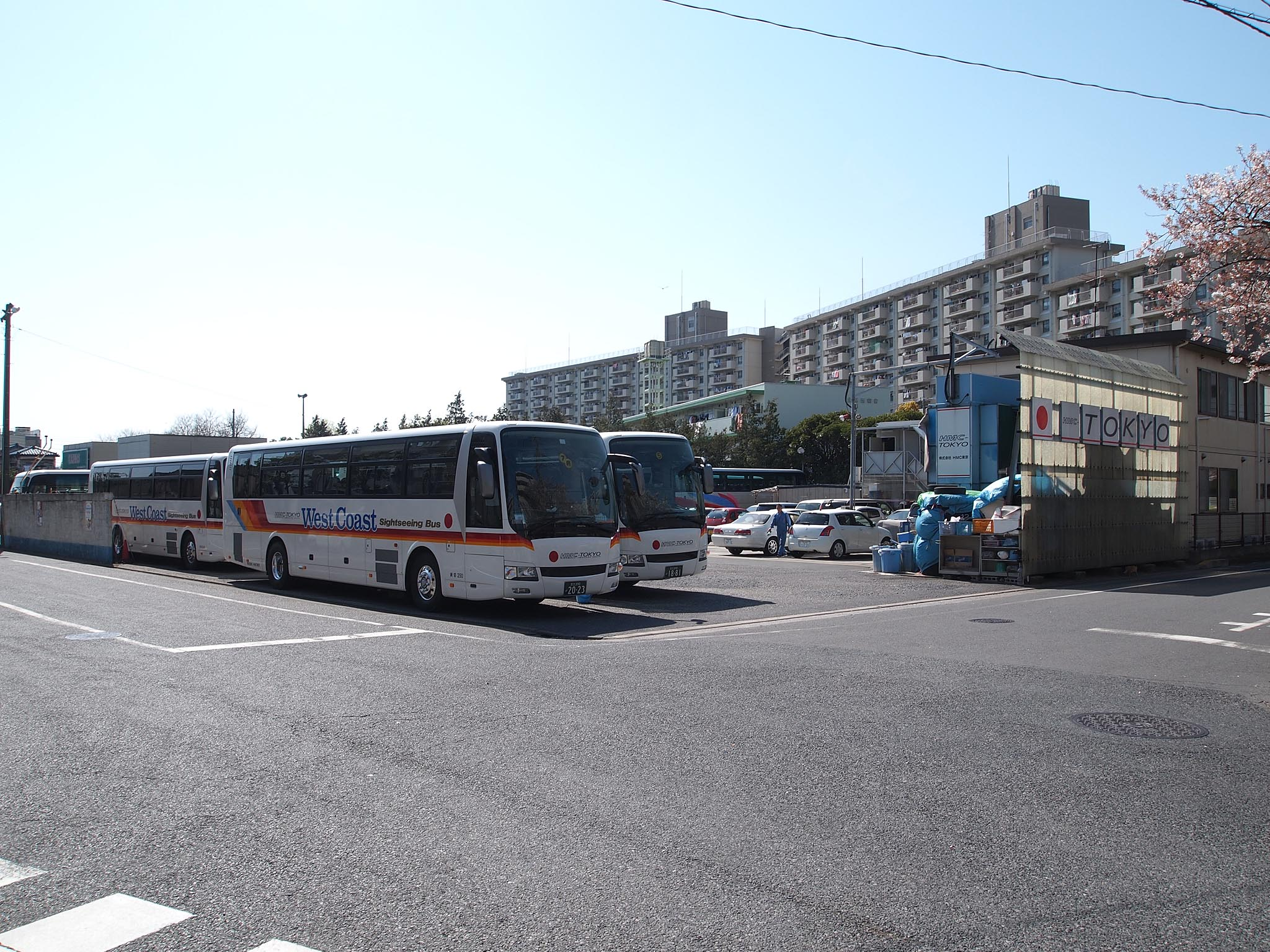
本社・東京営業所（旧・大東観光バス本社）
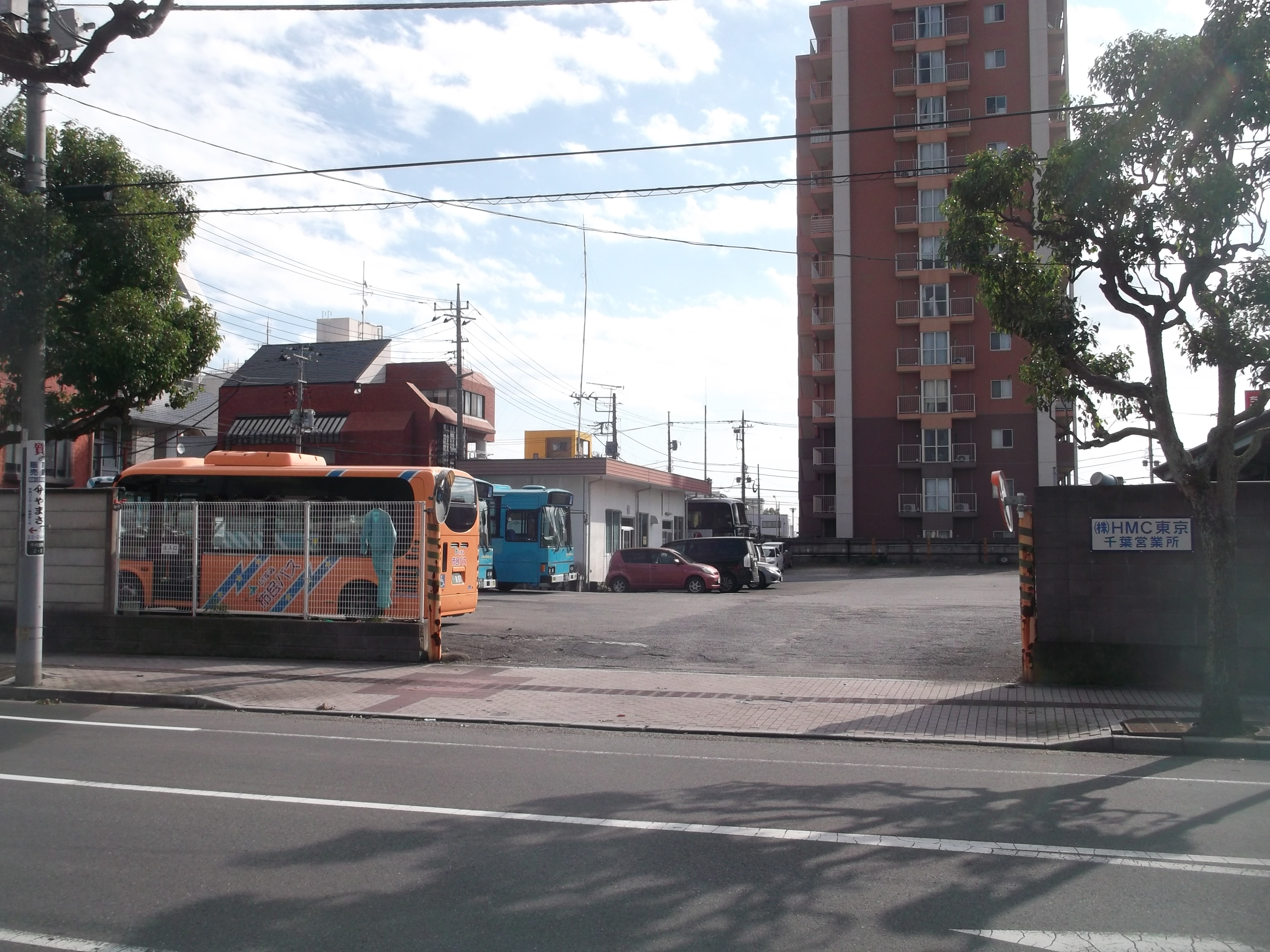
千葉営業所

## 貸切バス事業

### 貸切・特定バスの車両
貸切車は前身会社2社からの継承車両と日の丸自動車興業からの転属、合併後に導入した車両で国産3メーカーを保有する。
- 大東観光バスからの継承車：三菱ふそう
- 都自動車からの継承車：いすゞ
- 日の丸自動車興業からの転属車：三菱ふそう
- 合併後に導入：三菱ふそう、日野

旧・大東観光バスのスーパーハイデッカー車は「ゴールデンライン」、ハイデッカー車は「ゴールデンエイト」、旧・都自動車の貸切車は「ミューズ」などと称していたが、買収後は日の丸自動車興業と共通の愛称（ハイデッカー：ウェストコースト、国産スーパーハイデッカー：スーパーウェスト、中型車：スニーカー）に改められ、塗装も変更されている。HMC大東時代に購入したメルセデス・ベンツ・トゥーロは2012年に売却され、日の丸自動車興業から転入した「サンディエゴ」（ネオプラン・スペースライナー）も現在は引退している。
2022年より日の丸自動車興業よりオープントップバス「スカイバス東京」のネオプラン・スカイライナーを借り入れ、2022年8月に三井アウトレットパーク木更津発着コースを日の丸自動車興業と共同で、2022年11月から2023年2月まで千葉県一宮町の観光周遊バスとして運行された。2023年11月から12月には茂原市でも運行された。
特定車は契約輸送用に三菱ふそう・ローザを保有する。2008年から2009年までKDX豊洲グランスクエア送迎用に日の丸自動車興業から東京ベイシャトル用のデザインライン製ノンステップバスが1台貸し出されていた。

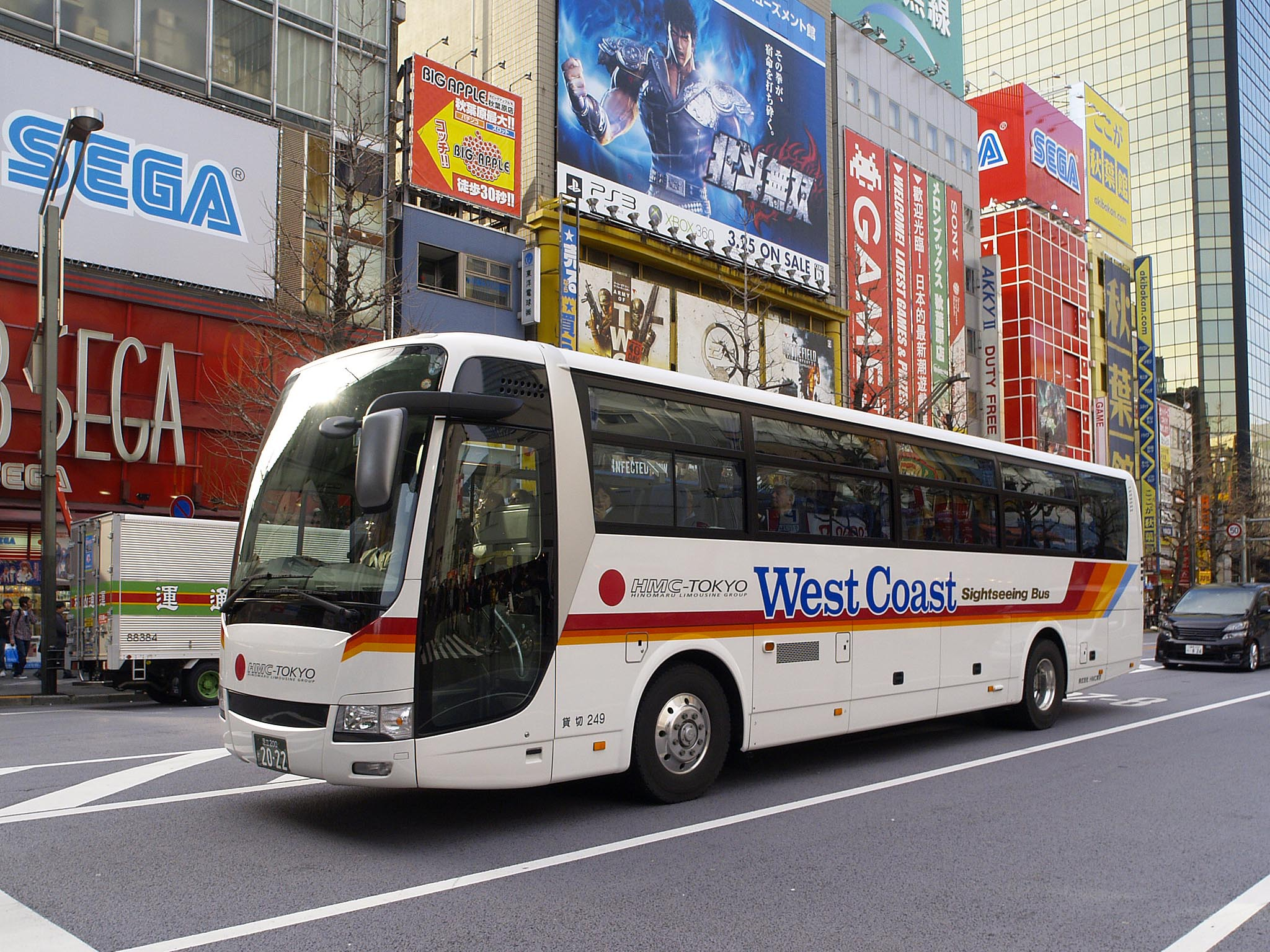
現在の貸切車の塗装（ウェストコースト） 社名表示以外は日の丸自動車興業と共通
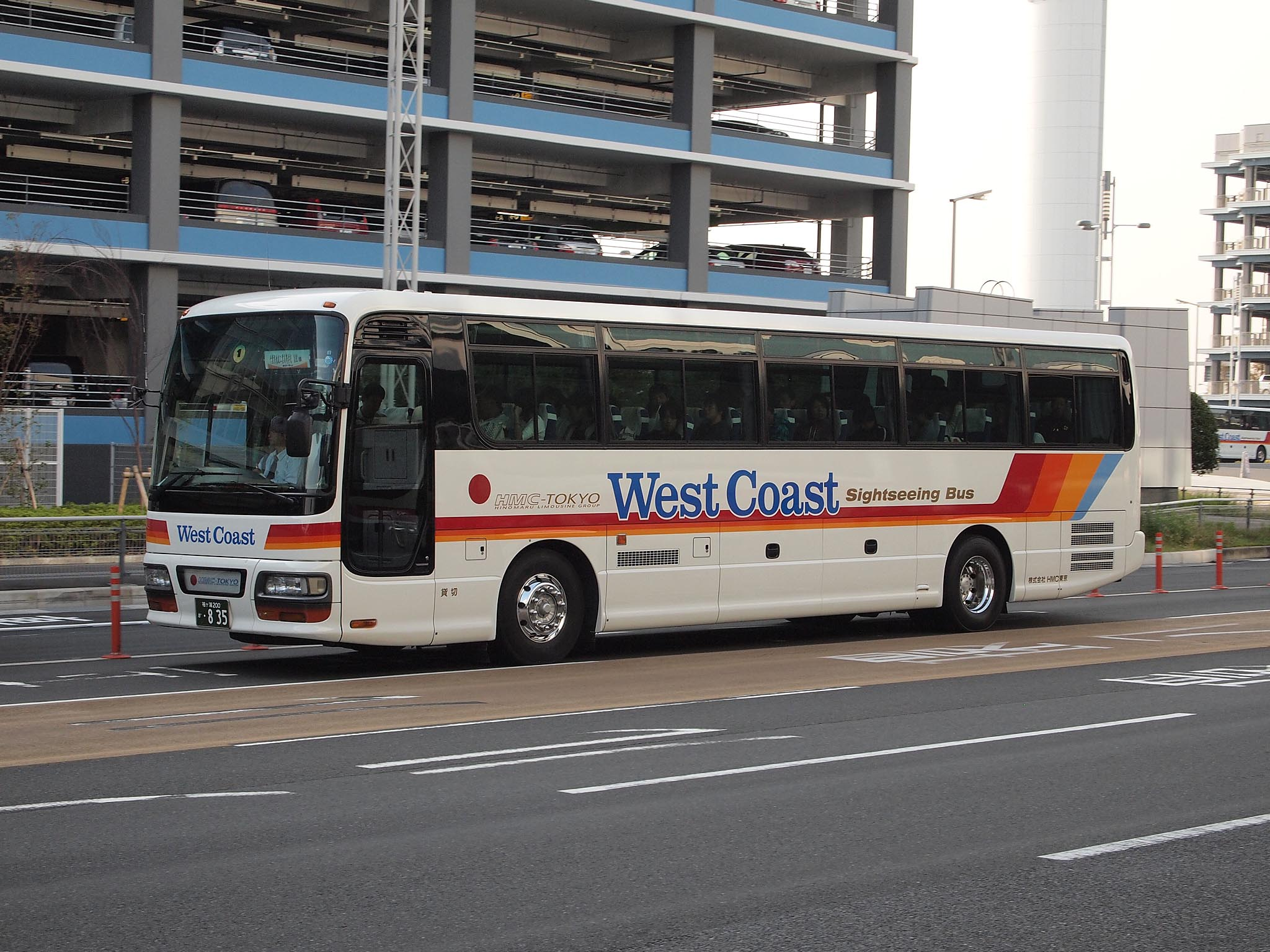
現在の貸切車の塗装（ウェストコースト） 旧・都自動車からの継承車
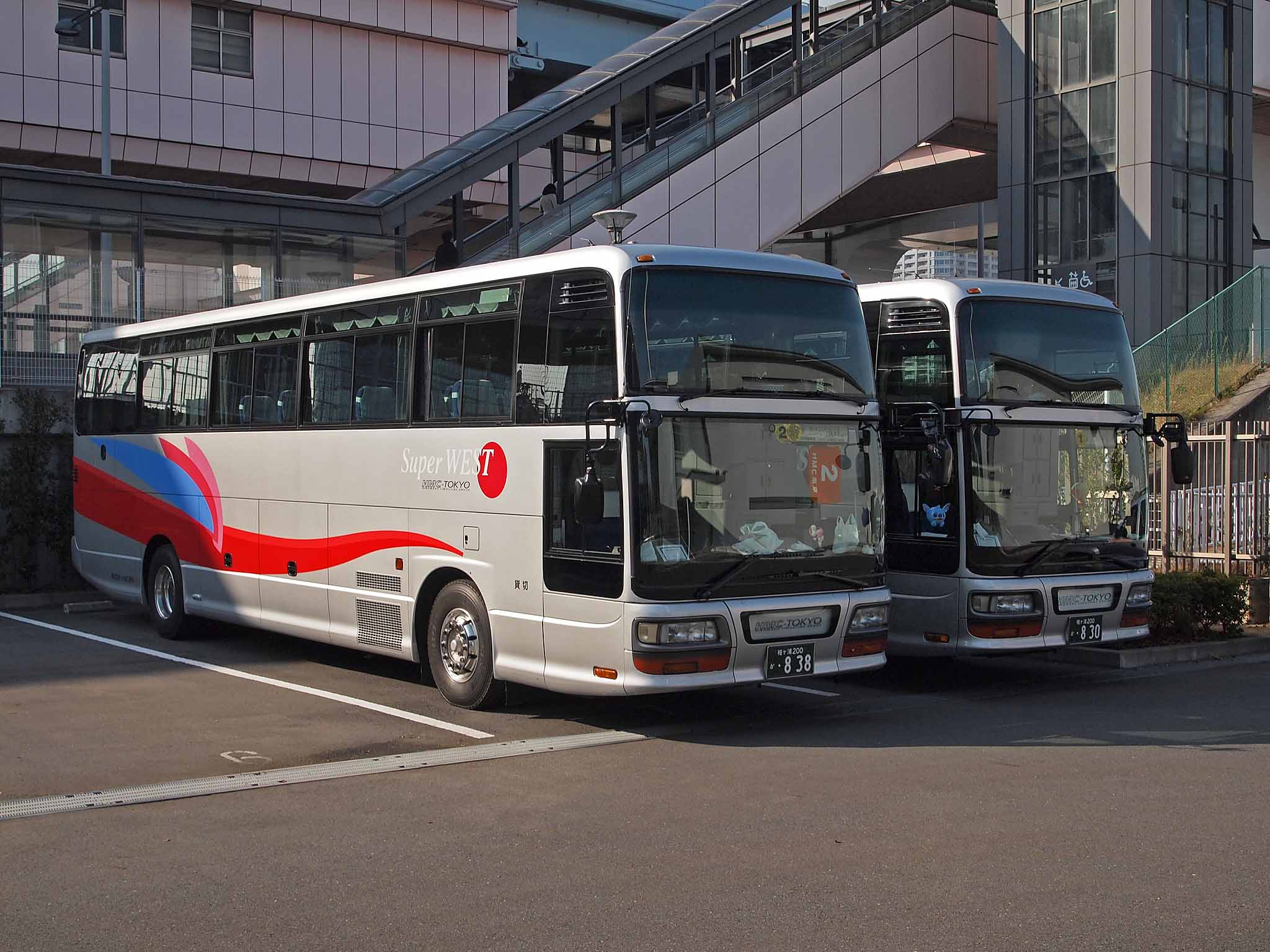
現在の貸切車の塗装（スーパーウェスト） 旧・都自動車からの継承車
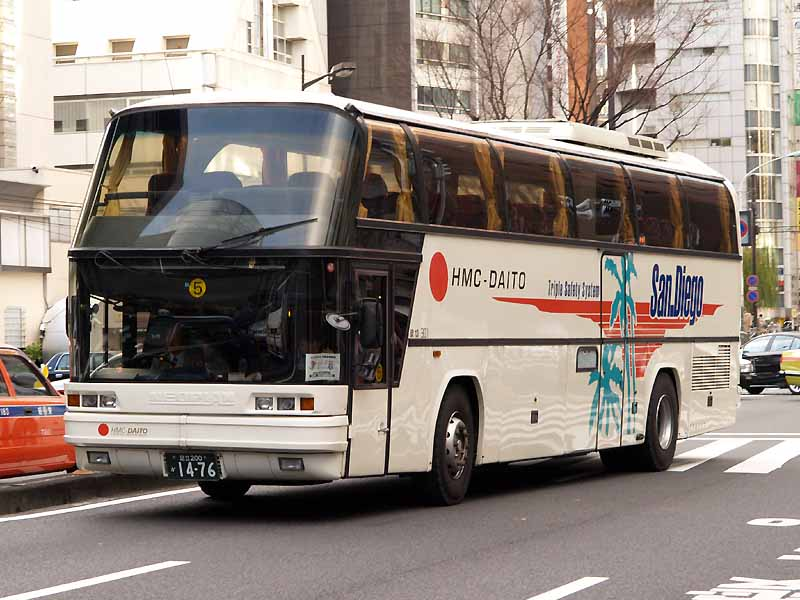
参考：HMC大東時代（サンディエゴ）
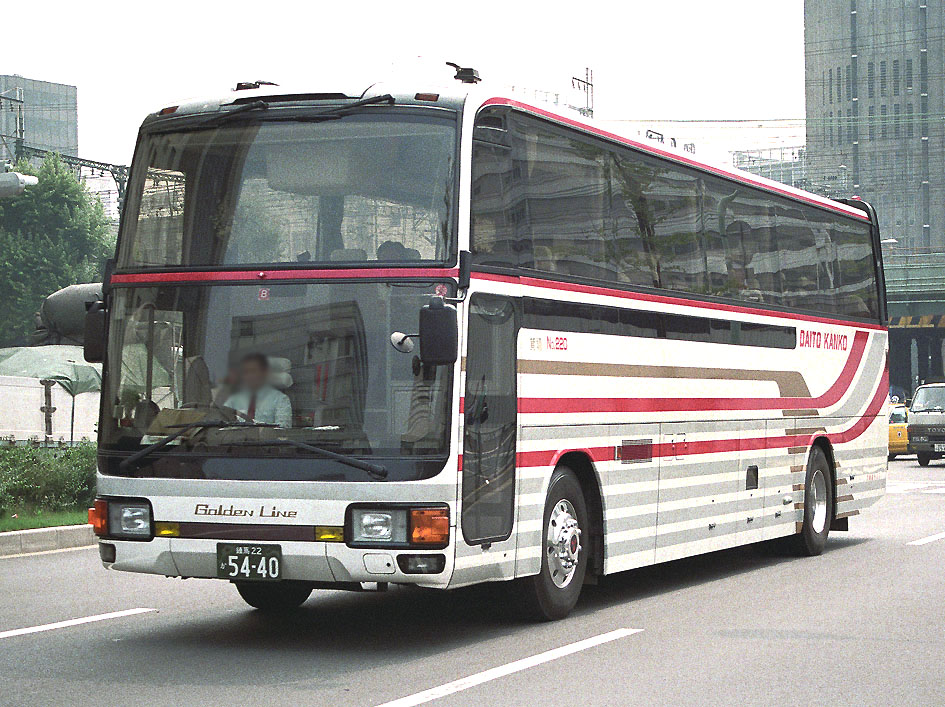
参考：旧・大東観光バス時代（1992年撮影）
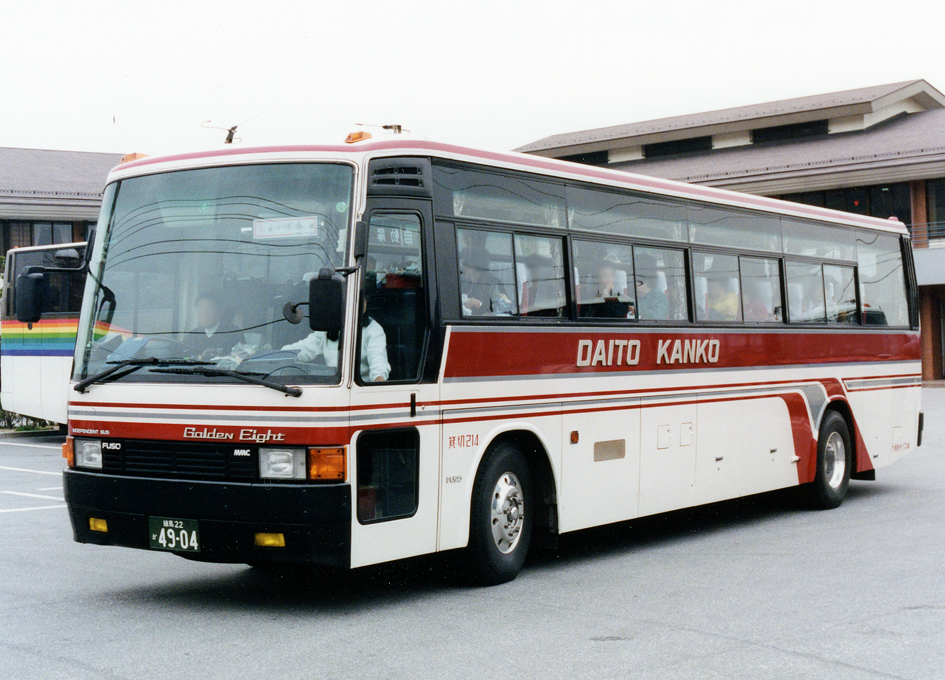
参考：旧・大東観光バス時代（1992年撮影）
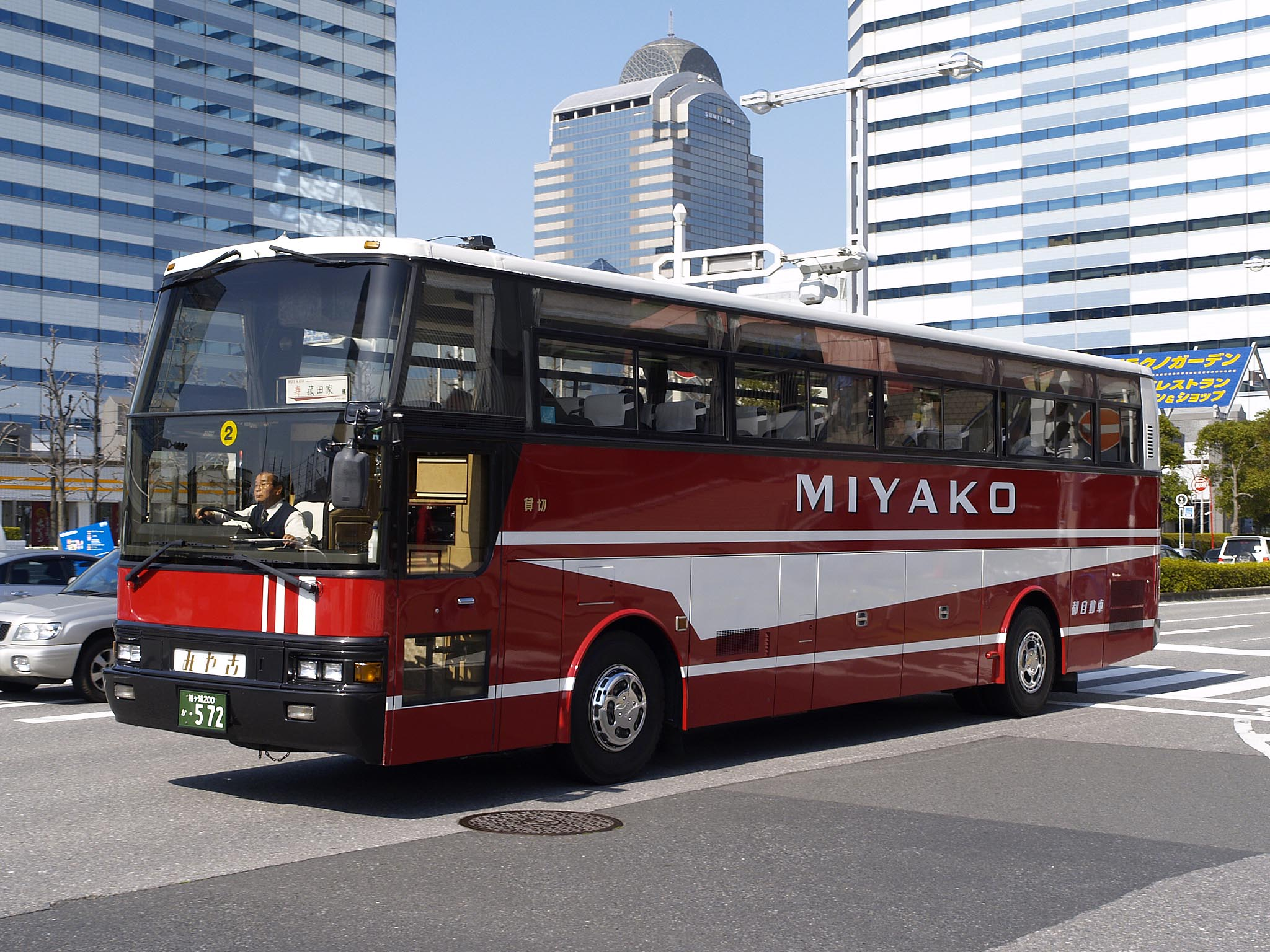
参考：旧・都自動車時代（2010年撮影）
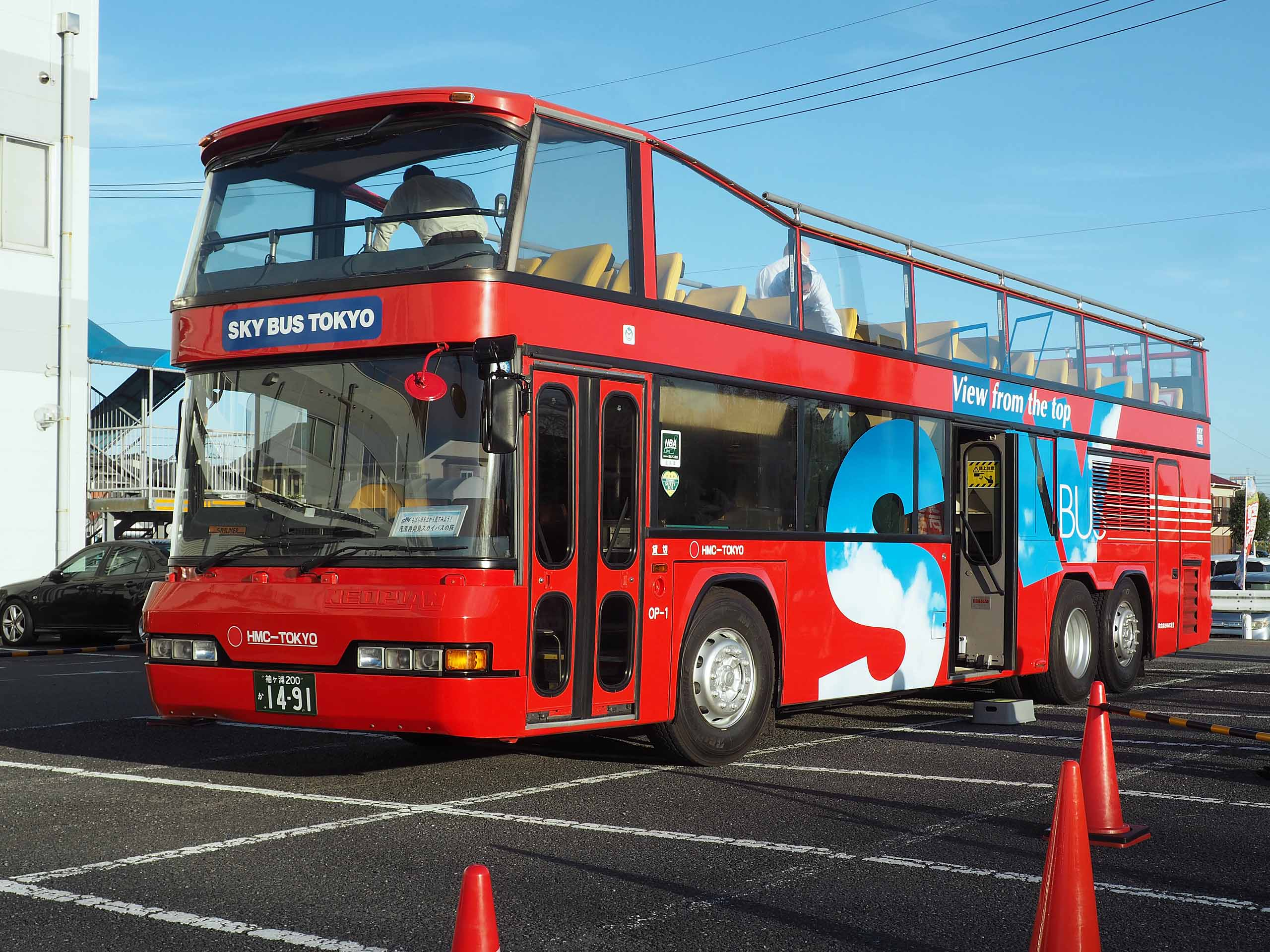
スカイバス東京

## 路線バス事業（廃止）

### 一般路線バス
都自動車から事業を継承し千葉営業所にて運行を行っていた。路線バスを2系統継承したが、そのいずれも2016年3月31日をもって営業を廃止し、全路線を小湊鉄道に譲渡した。

#### 茂原線
茂原駅～給田～市野々～大多喜駅
- 小湊鉄道と共同運行していた。
- HMC東京担当便は大多喜駅前乗り入れ。小湊鉄道担当便は大多喜駅前非経由。

#### 長南線
茂原駅～給田～長南
- 長南バス停は小湊鉄道の長南三又バス停北の岩瀬酒店横にあった。

### コミュニティバス
- いすみ市民バス （いすみ市）
  - いすみシャトルバス
  - 大原巡回
    - 大原巡回線（東線、浪花線、大原線、東海線、大原・国吉線、布施線）は、2015年9月30日を以って運行休止[9][10]。

### 一般路線・コミュニティバスの車両
都自動車からの継承車であるいすゞ自動車製と、日野自動車製の車両を使用していた。
- いすゞ
  - いすみシャトルバス用にエルガミオを使用していた。
- 日野
  - 一般路線用にブルーリボン、いすみ市内循環バス用にポンチョを使用していた。

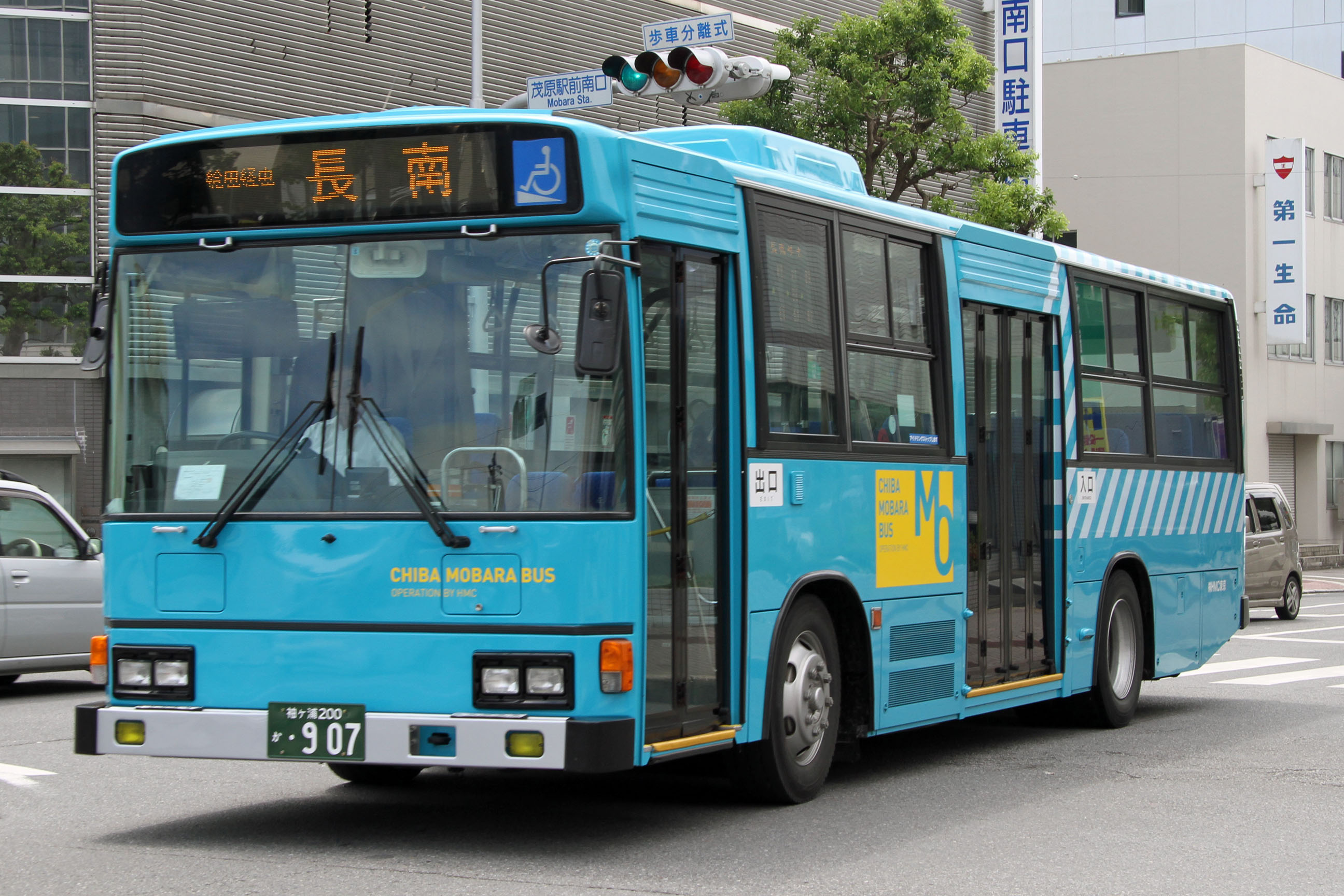
茂原地区の一般路線車両（新デザイン）
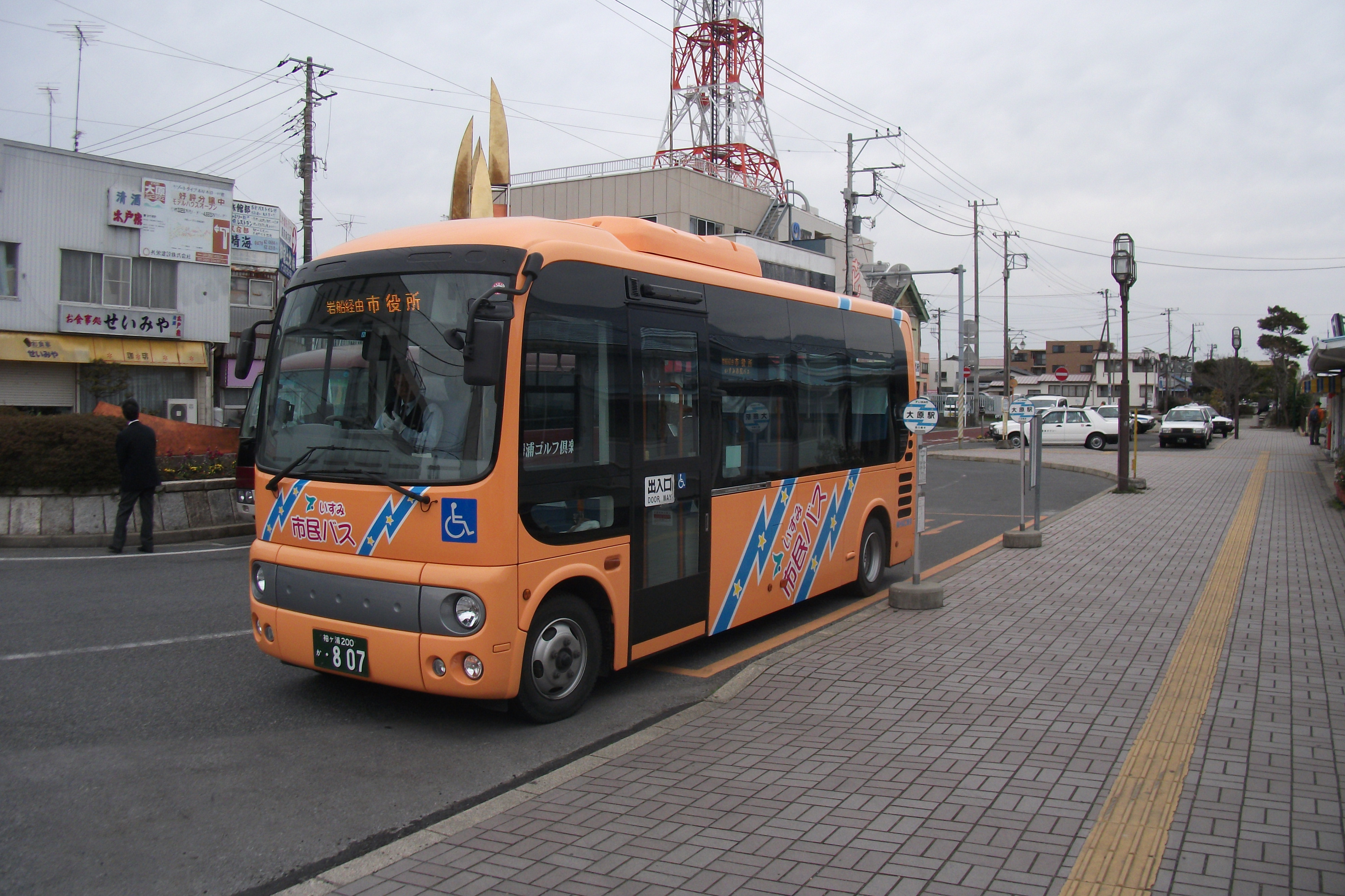
いすみ市民バス